# Antonio Fassina
Antonio "Tony" Fassina (Valdobbiadene, Itàlia, 26 de juliol de 1945) és un pilot de ral·lis italià actualment retirat, tot i que disputa ral·lis històrics. Va ser guanyador del Campionat d'Europa de Ral·lis de l'any 1982 i del Campionat d'Itàlia de Ral·lis dels anys 1976, 1979 i 1981.

## Trajectòria
Tony Fassina comença a disputar ral·lis en l'àmbit nacional a principis dels anys 70 amb un Alpine-Renault A110, passant a un Lancia Stratos HF del equip Grifone a partir de 1975, començant a guanyar diversos ral·lis a nivell nacional i guanyant al 1976 el seu primer Campionat d'Itàlia de Ral·lis.
A partir de 1977 s'incorpora al equip Jolly Club i al 1979 guanya el seu segon Campionat d'Itàlia de nou amb un Lancia Stratos HF, guanyant a més el Ral·li de Sanremo del Campionat Mundial de Ral·lis i el Ral·li de Madeira del Campionat d'Europa de Ral·lis.
L'any 1980 s'incorpora a l'equip Conrero Squadra Corse per disputar els ral·lis amb un Opel Ascona 400, guanyant de nou el Campionat d'Itàlia l'any 1981 i el Campionat d'Europa de Ral·lis de l'any 1982, on a més aconsegui guanyar el quatre dels ral·lis de la temporada.
La temporada 1983 redueix el seu nombre d'actuacions i passa a conduir un Ferrari 308 GTB pels ral·lis del Campionat d'Europa italians, repetint experiència al 1984 amb un Lancia 037 Rally.
A partir del 2006 tornà a disputar ral·lis de caràcter històric, especialment amb el Lancia Stratos HF i el Lancia 037 Rally.

## Victòries al WRC
| # | Ral·li             | Any  | Copilot       | Vehicle           |
| - | ------------------ | ---- | ------------- | ----------------- |
| 1 | 21º Rallye Sanremo | 1979 | Mauro Mannini | Lancia Stratos HF |